# Gastrotheca pachachacae
Gastrotheca pachachacae é uma espécie de anfíbio anuro da família Hemiphractidae. Está presente no Peru. A UICN classificou-a como deficiente de dados.